# Anexión
Una anexión, dentro del derecho internacional público, es la adquisición forzosa y afirmación de propiedad legal por parte de un Estado sobre el territorio de otro Estado, usualmente después de una ocupación militar. A diferencia de la conquista, donde un país se apodera del territorio de otra nación como resultado de una guerra, y la cesión, donde el territorio es entregado por medios diplomáticos, la anexión es una adquisición unilateral del territorio.
En la actualidad se le suele considerar un acto ilegal, aunque puede alcanzar legitimidad si llega a ser ampliamente reconocido por otros Estados y organismos internacionales.
La ilegalidad de la anexión implica que los Estados que llevan a cabo tales actos suelen evitar usar la palabra «anexión» al describir sus acciones.

## Anexiones desde la fundación de las Naciones Unidas
Resulta difícil dar ejemplos de anexiones, pues no suele ser un término con el que el gobierno se sienta cómodo; pero algunos casos sí están claros, incluso bajo resoluciones de la ONU. Casos de anexiones son:
- Tíbet por China en 1950.
- Altos del Golán por Israel en 1967.
- Vietnam del Sur por Vietnam del Norte en 1975.
- Timor Oriental por Indonesia en diciembre de 1975.
- Kuwait por Irak en 1990.
- Crimea por Rusia en 2014.

Otros casos no tan claros lo constituyen:
- El Sáhara Occidental por Marruecos en 1975 donde la primera no llegó a ser una nación independiente, pese a estar previsto un referéndum para tal fin.
- Los Territorios Palestinos por Israel (Galilea), Egipto (la Franja de Gaza) y Jordania (Cisjordania) durante el transcurso de la guerra árabe-israelí de 1948. Fue más bien un reparto, más que una anexión poco clara: Palestina no llegó a ser una nación independiente pues la Liga Árabe pospuso su independencia hasta la destrucción de Israel y su desaparición como Estado independiente. La derrota árabe en la guerra citada lo impidió.